# تين بريتوني
تين بريتوني (الاسم العلمي:Ficus brittonii) هو نوع من النباتات يتبع جنس التين من الفصيلة التوتية.